# Nononono
Nononono (ノノノノ?) es una serie de manga sobre salto de esquí escrita e ilustrada por Lynn Okamoto, el cual cuenta la historia de Nono Nonomiya, una joven con mucho talento para los saltos de esquí. Preocupada  de que ella no puede participar en los torneos profesionales por el hecho de ser mujer, suplanta la identidad de su hermano gemelo y se introduce en una academia para ello. Ahora deberá afontar difíciles situaciones, no solo por el esquí, sino para que no descubran su verdadera identidad. La editorial publicó un audio drama (VOMIC) con Mamiko Noto en la voz de la protagonista.
El manga fue serializado desde octubre del 2007 en la revista Young Jump de la editorial Shūeisha, acumulando un total de 13 volúmenes y siendo el primero publicado el 19 de marzo del 2008 y el último el 18 de febrero de 2011.

## Argumento
Nono Nonomiya es una chica con una gran habilidad en el deporte de salto de esquí, busca cumplir el sueño de su padre y hermano de convertirse en una ganadora de la medalla de oro en los Juegos Olímpicos. A pesar de que la categoría femenina no es reconocida de manera oficial como deporte, Nono se hace pasar como hombre, consiguiendo un parecido a su hermano gemelo, Yuuta Nonomiya y así poder competir. La joven es admitida en la Preparatoria Okushin de la Prefectura de Nagano, famosa por sus clubes de deportes de invierno; Nono entra al club de salto de esquí, aquí es donde empieza su difícil y larga carrera para obtener la preciada medalla de oro.

## Personajes
Nono Nonomiya (野々宮 ノノ Nonomiya Nono?)
Nono es la protagonista de la historia, es conocida como Yuuta. Nacida en Hokkaido, se mudó tras la muerte de su hermano. Desde pequeña ha mostrado talento en el salto de esquí; estuvo en varias competencias durante su vida escolar, donde ganó varias ocasiones de fácil manera, se enfrentó además a chicos de la categoría senior y terminaba siempre en primer lugar. Su padre fue un atleta olímpico, orgulloso de Nono, sabía que nunca sería aceptada en los Juegos Olímpicos por ser mujer.
Nono dejó con el tiempo el deporte y lo retomó tras el fallecimiento de su hermano, para cumplir una promesa con él. Nono se presenta ahora como un chico apuesto, un poco tímido y afeminado, usa un corsé para ocultar los pechos. A pesar de intentar mostrar una personalidad masculina, termina revelando su lado tierno y su gusto por cosas lindas. Su aspecto de chico lindo llama la atención de Mikage, una compañera de clases.
Akira Amatsu (天津 暁  Amatsu Akira?)
Akira nació de una familia de medallistas de salto de esquí, algo de lo que está orgulloso. Su padre y abuelo solamente ganaron medallas de plata en las competencias de los Juegos Olímpicos. Es un joven que normalmente es calmado si hablan mal de él pero no tolera que insulten a su familia. Akira es alérgico a las mujeres, solamente aquellas que le gusten pueden acercarse a él sin ninguna reacción negativa.
Mikage Kourogi (興梠 みかげ  Kourogi Mikage?)
Mikage es una famosa patinadora artística, conocida por su ganar el campeonato internacional de patinaje sobre hielo. Es una chica bastante femenina y muy linda, siendo halagada por sus compañeros de clase. Cuando conoce a Nono en la escuela se enamora de ella, creyendo que es un chico lindo; la enérgica joven se confiesa y es rechazada por Nono. Mikage llega a un acuerdo tras descubrir que Nono usa ropa interior de chica, por esto se convierte en una relación de amo con sirviente.
Dejando de lado su naturaleza manipuladora, ella realmente le gusta Nono y cuida mucho de ella; la joven se ofrece a compartir una habitación, con la intención de proveerle de un lugar seguro y un lugar para ejercitarse adecuadamente. Es descrita como un genio pero solamente es una chica que trabaja duro para convertirse en una mejor patinadora.
Yoda (与田 Yoda?)
Yoda es un editor de una revista deportiva, es visto durante los encuentros de salto de esquí; él planea conseguir más atención a este desconocido deporte. Se sabe que una vez fue un deportista de salto de esquí, dejándolo por falta de talento; dice tener la habilidad de saber el nivel de talento de alguien por su aura. Se vuelve cercano a Akira y Nono pues los ve como promesas del deporte en Japón. Yoda conoce el secreto de Nono.
Yuuta Nonomiya (野々宮 悠太  Nonomiya Yuuta?)
Yuuta era el hermano gemelo de Nono. Muerto por hechos ocurridos antes de la historia del manga. Llevaba una constante lucha para ser mejor que su padre y ganar el oro en los Juegos Olímpicos, entrenaba día y noche. Su hermana con más talento que él se convirtió en ganadora de varios premios, dejando a su padre decepcionado y sentía celos de Nono. Antes de morir hizo una promesa con su hermana.
Yuusuke Yura (由良 悠介 Yura Yuusuke?)
Yuusuke es el padre de Nono y Yuuta. Era un aclamado atleta olímpico que representaba a Japón en concursos internacionales de salto de esquí; durante una competencia para los Juegos Olímpicos, Yuusuke cae hasta el cuarto lugar, ocasionando un odio en sus seguidores. Sin poder competir, entrenó a su hijo para competir pero no tenía el talento necesario.
Kiyoshi Shiriya (尻屋 潔 Shiriya Kiyoshi?)
Kiyoshi es un estudiante mayor de preparatoria, es el líder del Escuadrón de Esquí Nórdico del club de esquí de la escuela. Es un joven de apariencia violenta que hace que el resto de sus compañeros le llamen Emperador. Es un veterano del salto de esquí y posee los mejores records del club. Está enamorado de Mikage.
Hiroki Kishitashi (岸谷 弘基 Kishitashi Hiroki?)
Hiroki es un estudiante nuevo de la Preparatoria Okushin y es miembro del club de salto de esquí. Ha sido amigo de Akira desde la escuela secundaria y se convierte fácilmente en amigo de Nono.

## Manga
Nononono es un manga creado por el mangaka Lynn Okamoto; inició su serialización en la revista Young Jump de la editorial Shueisha en 2007. Posteriormente fue reunido en 13 volúmenes recopilatorios.

### Lista de volúmenes
| 1                | «Volumen 1»  | 19 de marzo de 2008      | ISBN 978-4-08-877415-2 |
| Capítulos 1-8    |              |                          |                        |
| 2                | «Volumen 2»  | 19 de junio de 2008      | ISBN 978-4-08-877465-7 |
| Capítulos 9-19   |              |                          |                        |
| 3                | «Volumen 3»  | 19 de septiembre de 2008 | ISBN 978-4-08-877508-1 |
| Capítulos 20-30  |              |                          |                        |
| 4                | «Volumen 4»  | 19 de diciembre de 2008  | ISBN 978-4-08-877571-5 |
| Capítulos 31-41  |              |                          |                        |
| 5                | «Volumen 5»  | 19 de febrero de 2009    | ISBN 978-4-08-877598-2 |
| Capítulos 42-52  |              |                          |                        |
| 6                | «Volumen 6»  | 19 de mayo de 2009       | ISBN 978-4-08-877647-7 |
| Capítulos 53-63  |              |                          |                        |
| 7                | «Volumen 7»  | 19 de agosto de 2009     | ISBN 978-4-08-877705-4 |
| Capítulos 64-75  |              |                          |                        |
| 8                | «Volumen 8»  | 19 de noviembre de 2009  | ISBN 978-4-08-877761-0 |
| Capítulos 76-86  |              |                          |                        |
| 9                | «Volumen 9»  | 19 de enero de 2010      | ISBN 978-4-08-877790-0 |
| Capítulos 87-97  |              |                          |                        |
| 10               | «Volumen 10» | 19 de marzo de 2010      | ISBN 978-4-08-877832-7 |
| Capítulos 98-108 |              |                          |                        |
| 11               | «Volumen 11» | 16 de julio de 2010      | ISBN 978-4-08-877881-5 |
| 12               | «Volumen 12» | 19 de octubre de 2010    | ISBN 978-4-08-879047-3 |
| 13               | «Volumen 13» | 18 de febrero de 2011    | ISBN 978-4-08-879106-7 |